# 목마들의 언덕
《목마들의 언덕》은 한국방송공사 1TV 특집드라마이다.

## 기획 의도
고아원 아이들이 꿈과 사랑을 배워가는 가정을 그린 드라마

## 제작진
- 극본 : 권준현
- 연출 : 고영탁, 이가현

## 출연진
- 김규철
- 방은진
- 윤해영
- 정종준
- 조양자
- 주현